# Bacillaceae
Bacillaceae es una familia de bacterias Gram positivas y Gram Negativas que se caracterizan por su forma de bastón y por producir endosporas. En esta familia hay especies útiles, como las que se emplean en el enriado del lino y también especies que son patógenas para el hombre y los animales, como la que ocasiona el ántrax.
Poseen flagelación peritrica en caso de presentar motilidad.
Todas las Bacillaceae presentan el mismo modo de vida. En la naturaleza, sobre todo en el suelo, existe una gran reserva de esporas en estado de latencia. Si por la presencia de alimento adecuado se induce la germinación de una espora, puede sobrevenir una rápida multiplicación hasta que se agota el alimento, entonces pueden formarse de nuevo esporas que pasan a incrementar la reserva natural. Esta breve fase de multiplicación se verifica en los  restos de los animales y vegetales, en los alimentos y en los tejidos animales como ocurre en las especies patógenas.
Incluye tanto aerobios, como anaerobios, como anaerobios facultativos.
Algunos géneros presentan toxicidad para el hombre, como Bacillus.